# Georg Johannesen
Georg Johannesen, född 22 februari 1931 i Bergen, Norge, död 24 december 2005 i Egypten, var en norsk författare och professor i retorik.
Johannesens föräldrar skildes tidigt och han växte upp med en djupt troende mor. Han har studerat litteraturhistoria och arbetade som universitetslärare. Han var vapenvägrare och NATO-motståndare. 1957 debuterade han med den politiska kärleksromanen Høst i mars.

## Verk

### Romaner
- 1957 – Høst i mars
- 1978 – Tredje kongebok
- 1978 – Johannes' bok
- 1980 – Simons bok
- 1989 – Romanen om Mongstad (under pseudonymen Guri Johns)

### Lyrik
- 1959 – Dikt 59 (dikt)
- 1961 – Nye dikt(dikt)
- 1965 – Ars Moriendi (dikt)
- 1966 – Tu fu
- 1971 – 100 dikt. Berthold Brecht
- 1995 – Dikt i samling
- 1999 – Ars vivendi

### Pjäser
- 1967 – Kassandra

### Facklitteratur, essäer, med mera
- 1975 – Om den norske tenkemåten
- 1975 – Om varelyrikk og brukslyrikk
- 1975 – Om ”Norges litteraturhistorie”
- 1981 – Om den norske skrivemåten
- 1987 – Rhetorica Norvegica
- 1992 – Retorikkens tre ansikter
- 1993 – Draumkvedet
- 1994 – Moralske tekster
- 1996 – Den første sommerfugl: bidrag til Henrik Wergelands resepsjonshistorie
- 2000 – Litteraturens norske nullpunkt
- 2003 – Nytt om Ibsen og andre essays
- 2005 – Eksil – Om Klosterlasse og andre eksempler

### Utgivet på svenska
- "Om essän" (ur "Holberg og essayet") (översättning: Helen Rosenberg). I tidskriften Janus, nr 9 (1980:1), s. 14-17
- Tala inte, tig inte: (texter 59-80, ett urval) (urval och översättning: Eric Fylkeson) (Janus, 1981)
- "ABC om klassiker" (översättning av Görgen Antonsson). I tidskriften Janus, nr 26 (1983), s. 2-6
- Ars moriendi, Ars vivendi (översättning: Sven Smedberg) (Heidrun, 2004)

### Om Georg Johannesens författarskap
- 1996 – Johannesens bok. Om og til Georg Johannesen (Redaktör: Arnfinn Åslund)
- 2001 – Bordsanger – Til Georg Johannesen på 70-årsdagen (Redaktör: Amund Børdahl, med flera)

## Priser och utmärkelser
- Cappelenpriset 1999
- Halldis Moren Vesaas-priset 1999
- Den norska akademiens pris 2000